# Feuerwehr Wolfsburg
Die Feuerwehr der Stadt Wolfsburg gliedert sich in die Berufsfeuerwehr, die Freiwillige Feuerwehr mit 20 Ortsfeuerwehren und in die Werkfeuerwehr der Volkswagen AG Werk Wolfsburg. Diese gehören zum Feuerwehrverband Wolfsburg e. V. Jede Ortsfeuerwehr, außer der Ortsfeuerwehr Stadtmitte, verfügt über eine eigene Jugendfeuerwehr. In den Ortsfeuerwehren Heiligendorf, Wendschott, Neindorf, Fallersleben, Vorsfelde, Ehmen, Mörse, Sülfeld und Barnstorf gibt es außerdem Kinderfeuerwehren.

## Berufsfeuerwehr
Die Berufsfeuerwehr ist der Geschäftsbereich Brand- und Katastrophenschutz im Dezernat III der Stadt Wolfsburg und zuständig für den Brandschutz, die technische Hilfeleistung sowie den Rettungsdienst und den Katastrophenschutz in der Stadt Wolfsburg. Die Berufsfeuerwehr verfügt über eine Feuer- und Rettungswache in der Dieselstraße im Stadtteil Heßlingen. Zeitgleich ist sie Standort der Feuerwehrtechnischen Zentrale (FTZ) der Feuerwehr Wolfsburg und der Integrierten Leitstelle (ILS) für Feuerwehr sowie Rettungsdienst für die Stadt Wolfsburg und seit Mitte des Jahres 2012 für den Landkreis Helmstedt.
Es gibt Werkstätten für Feuerlöschpumpen, Fahrzeuge, Atemschutzgeräte und Feuerlöscher sowie eine Kleiderkammer in den Gebäuden der Wache.
Außerdem sind Ausbildungsräume in den Gebäuden vorhanden, die gleichermaßen von den freiwilligen Kräften und der Berufsfeuerwehr genutzt werden.

### Ausrüstung
Der Löschzug der Berufsfeuerwehr Wolfsburg besteht aus einem Einsatzleitwagen, zwei Hilfeleistungslöschgruppenfahrzeugen (HLF) und einer Drehleiter Automatik mit Korb (DLAK).
Zusätzlich stehen ein Rüstwagen (RW) mit Heckkran, ein weiteres Hilfeleistungslöschgruppenfahrzeug, weitere Einsatzleitwagen (ELW) für den B-Dienst, ein Kleinalarmfahrzeug (KLAF) Wechselladerfahrzeuge (WLF) mit Abrollbehältern und die zugehörigen Fahrzeuge, Arbeitswagen und vier Rettungswagen in der Feuerwache zur Verfügung. Sie werden durch das Personal der Berufsfeuerwehr besetzt. Ein Gerätewagen Logistik und ein Lkw-Anhänger sind für die Ausbildung der Führerscheinklasse C, bzw. CE ausgerüstet und werden mit der Behördenfahrschule von Freiwilliger Feuerwehr, Berufsfeuerwehr und Hilfsorganisationen genutzt.
Das ständig besetzte Notarzteinsatzfahrzeug (NEF) ist ebenfalls der Berufsfeuerwehr unterstellt, jedoch am Klinikum der Stadt Wolfsburg stationiert, welches auch den Notarzt stellt. Der Rettungsassistent des Notarzteinsatzfahrzeugs wird entsprechend aus der diensthabenden Wachabteilung gestellt. Im Hintergrunddienst befindet sich ein zusätzlicher Notarzt, der die Funktion des Leitenden Notarztes wahrnimmt und ebenfalls Arzt des Klinikums der Stadt Wolfsburg ist. Er ist mit einem gesonderten Fahrzeug ausgerüstet und führt das Fahrzeug ständig mit sich. Im Falle der Alarmierung rückt er direkt und selbstständig von dem Ort aus, an dem er sich gerade befindet. An der Einsatzstelle koppelt der LNA dann mit dem Rettungsassistenten des regulären NEF, der die Funktion des OrgL-RD wahrnimmt.
Die Berufsfeuerwehr Wolfsburg verfügt über eine Tauchergruppe und kann auf einen Gerätewagen-Wasserrettung sowie ein auf Trailer verlastetes Mehrzweckboot zurückgreifen.
Eine weitere Besonderheit ist der vorhandene Intensivtransportwagen für Babys.

### Geschichte
Zunächst übernahm die Werkfeuerwehr des Volkswagenwerkes auch den Feuerschutz der 1938 gegründeten Stadt des KdF-Wagens, dem heutigen Wolfsburg. Im Jahr 1939 brachte ein erster Aufruf zur Gründung einer Freiwilligen Feuerwehr nicht den erhofften Erfolg. Einem weiteren Aufruf 1940 folgten mehr Bürger, so dass die „Freiwillige Feuerwehr der Stadt des KdF-Wagens“ gegründet werden konnte. Im Jahr 1941 wurde die Gründung durch die zuständigen Behörden bestätigt, und noch im gleichen Jahr erhielt die Feuerwehr ihre erste Feuerwache südlich der Fallerslebener Straße (heutige Heinrich-Nordhoff-Straße). Bereits im Jahr 1942 folgte die Gründung einer Jugendfeuerwehr. Am 1. April 1952 wurde die Berufsfeuerwehr gegründet und 1957 wurde die heutige Feuerwache an der Dieselstraße erbaut.

## Freiwillige Feuerwehr
Die Freiwillige Feuerwehr Wolfsburg gliedert sich in 20 Ortsfeuerwehren, diese kamen im Jahr 1972 durch Eingemeindung ihrer Ortschaften zur Stadt Wolfsburg. Zwei Ortsfeuerwehren sind Schwerpunktfeuerwehren, fünf sind Stützpunktfeuerwehren und die übrigen 13 sind Ortsfeuerwehren mit Grundausstattung. Sie werden in sechs Löschzüge gegliedert. Bei Einsätzen werden die Ortsfeuerwehren im eigenen Ortsgebiet tätig und bei größeren Schadenslagen durch die Kräfte der Berufsfeuerwehr oder weitere Ortsfeuerwehren unterstützt.
Die Ortsfeuerwehren Vorsfelde und Fallersleben bilden jeweils einen eigenständigen Löschzug. Hinzu kommen die Löschzüge Nord, Süd, Ost und West, deren Namen grob die Himmelsrichtung des Einsatzgebietes und die geographische Lage der zugehörigen Ortsfeuerwehren im Stadtgebiet beschreiben. Bei Großschadenslagen und wenn die Berufsfeuerwehr auf absehbare Zeit nicht von der Einsatzstelle abrücken kann, besetzt einer dieser Löschzüge oder die Ortsfeuerwehr Stadtmitte, zusammen mit einer der beiden Drehleitern der Schwerpunktwehren, die Feuerwache in der Dieselstraße.

### Löschzug Fallersleben
Die Ortsfeuerwehr Fallersleben bildet als Schwerpunktfeuerwehr einen eigenen Löschzug. Die erste Ziffer der Funkrufkennung ist die 11. Das Einsatzgebiet umfasst den Ortsteil Fallersleben, Barnbruch, Ilkerbruch, das Kernstadtgebiet westlich der Porschestraße, Detmerode, Westhagen und die Bundesautobahn 39.

#### Ausrüstung
Die fahrzeugbezogene Ausrüstung des Löschzugs Fallersleben umfasst ein Einsatzleitwagen, ein HLF 20, ein Tanklöschfahrzeug 4000, eine DLA-K sowie einen Gerätewagen Logistik 1 mit einem Anhänger und einem Schlauchboot. Außerdem steht der Führungs-ELW, das Melder-Krad und der Feldkochherd der Feuerwehrbereitschaft im Feuerwehrhaus Fallersleben.
Außerdem ist seit 2018 ein Lkw-Anhänger Strom/Licht mit 60-kVA-Stromerzeuger SDMO auf einem 3,5-t-Anhängergestell stationiert.

### Löschzug Vorsfelde
Die Ortsfeuerwehr Vorsfelde ist neben der Ortsfeuerwehr aus Fallersleben der zweite Feuerwehrschwerpunkt im Stadtgebiet. Auch sie bildet einen eigenständigen Löschzug. Die erste Ziffer der Funkrufkennung ist die 12. Das Einsatzgebiet umfasst den Ortsteil Vorsfelde, das Kernstadtgebiet östlich der Porschestraße, Teichbreite, Tiergartenbreite, Kreuzheide sowie die Bundesstraße 188.

#### Ausrüstung
Die Ausrüstung des Löschzugs Vorsfelde umfasst ein ELW 1, ein HLF 20, eine DLK 23/12, ein TLF 4000 mit Staffelkabine, das MTF der Stadtjugendfeuerwehr, sowie einen GW-L mit einem Anhänger und einem Schlauchboot.
Außerdem ist seit 2018 ein Lkw-Anhänger Strom/Licht mit 60-kVA-Stromerzeuger SDMO auf einem 3,5-t-Anhängergestell stationiert.

### Löschzug Nord

Typische Türbeklebung der Wolfsburger Feuerwehrfahrzeuge (hier: TSF-W der OF Wendschott)

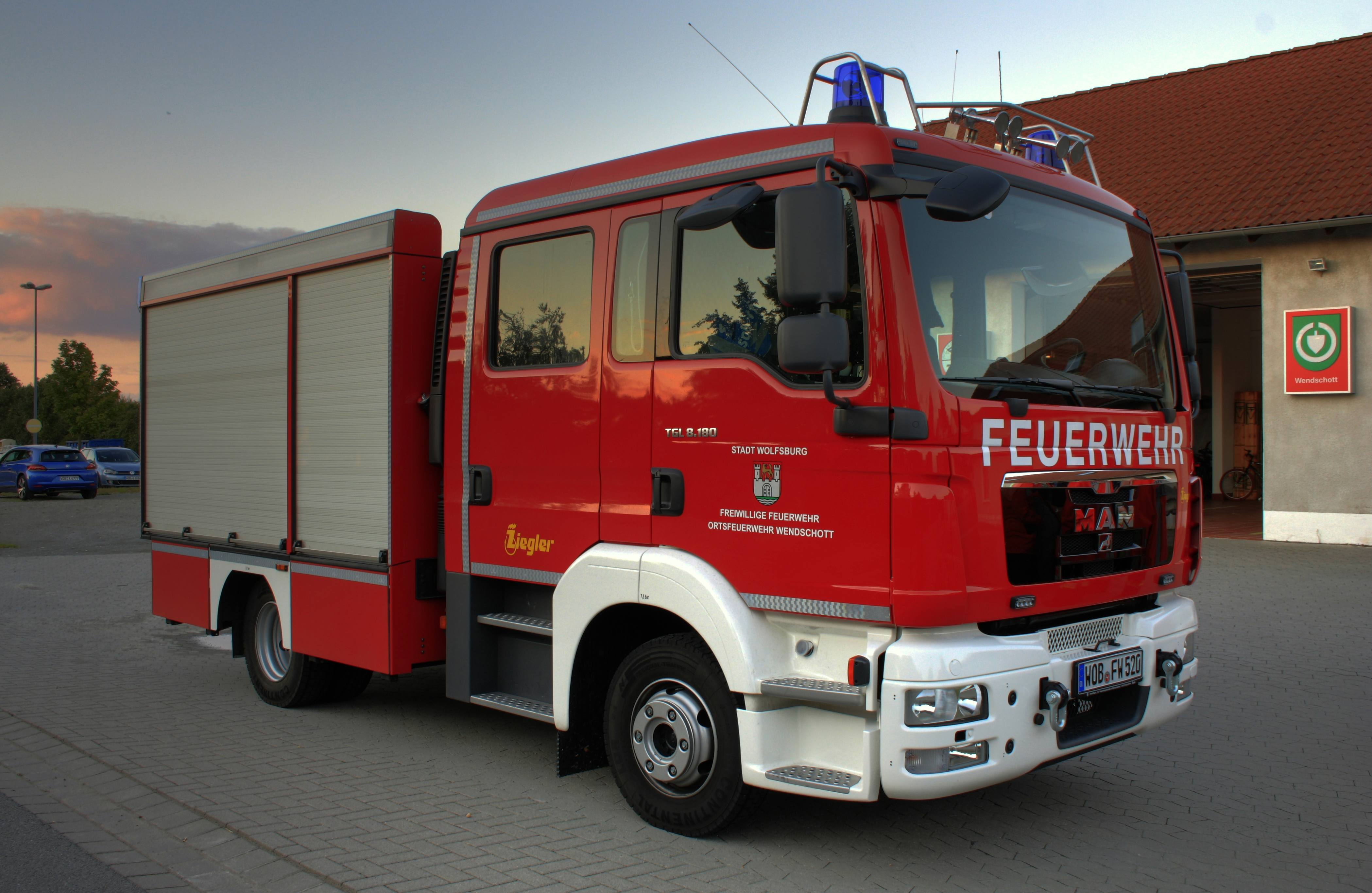
TSF-W nach neuem Wolfsburger Standard. Derzeit in den Ortsfeuerwehren Warmenau, Nordsteimke und Wendschott (hier abgebildet) im Einsatz

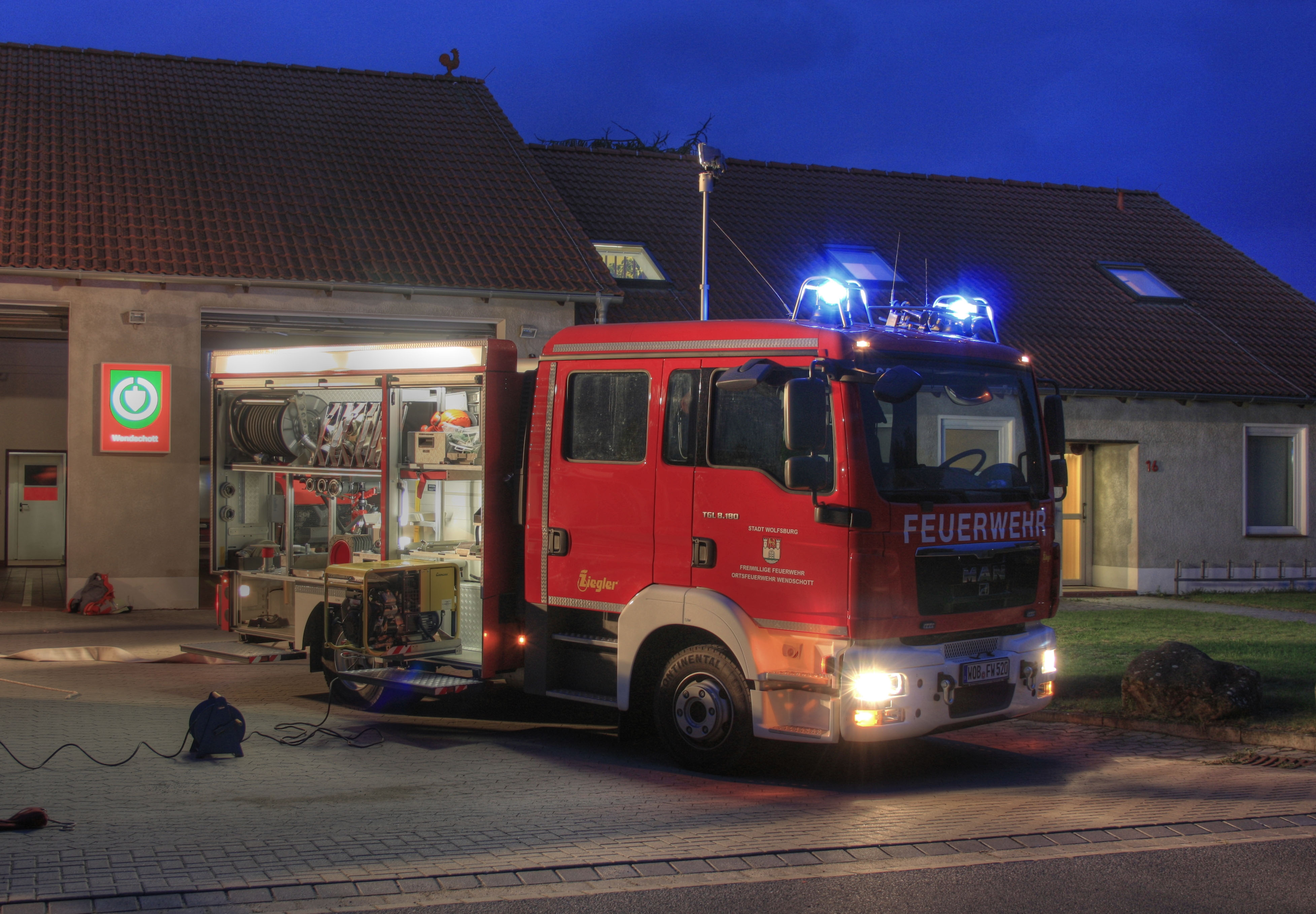
Das Wendschotter TSF-W während des Dienstbetriebs

Der Löschzug Nord besteht aus dem Feuerwehrstützpunkt Brackstedt sowie den Ortsfeuerwehren Kästorf, Warmenau, Velstove und Wendschott. Das Einsatzgebiet des Löschzugs umfasst die Ortsteile Brackstedt, Kästorf, Velstove, Warmenau und Wendschott sowie den Staatsforst Brackstedt und die Bundesstraße 188.
| Funkrufkennung | Ortsfeuerwehr | Fahrzeuge                                                                      |
| -------------- | ------------- | ------------------------------------------------------------------------------ |
| 18             | Brackstedt    | MLF, KdoW, Reserve-TLF der Feuerwehr Wolfsburg                                 |
| 20             | Wendschott    | TSF-W, KdoW, Reserve-HLF 20/16                                                 |
| 21             | Kästorf       | LF 8/6 (mit hydr. Rettungssatz), KdoW                                          |
| 22             | Warmenau      | KdoW, TSF-W                                                                    |
| 28             | Velstove      | TSF-W, KdoW, Reserve-LF 16/12 der Feuerwehr Wolfsburg, Anhänger Strom der ASDN |

### Löschzug Süd
Der Löschzug Süd wird vom Feuerwehrstützpunkt Heiligendorf zusammen mit den Ortsfeuerwehren aus Hattorf, Neindorf und Barnstorf gebildet. Das Einsatzgebiet umfasst die Ortsteile Barnstorf, Hattorf, Heiligendorf und Neindorf sowie den Waldhof, das Hattorfer Holz, das Barnstorfer Holz, den Heinenkamp, die U41 und die U6, auch die A39.
| Funkrufkennung | Ortsfeuerwehr | Fahrzeuge                        |
| -------------- | ------------- | -------------------------------- |
| 14             | Hattorf       | TSF-W, KdoW                      |
| 16             | Heiligendorf  | KdoW, HLF 20/16, TLF 3000, GW-L2 |
| 17             | Barnstorf     | TSF-W, KdoW                      |
| 27             | Neindorf      | TSF-W, KdoW, Reserve-TSF-W       |

### Löschzug Ost
Die Stützpunktfeuerwehr Hehlingen bildet zusammen mit den Ortsfeuerwehren aus Nordsteimke, Reislingen, Neuhaus und Almke den Löschzug Ost. Das Einsatzgebiet umfasst die Ortsteile Almke, Hehlingen, Neuhaus, Nordsteimke und Reislingen sowie das Hehlinger Holz. Die Feuerwehr Hehlingen besteht seit dem Jahr 1943. Sie verfügt über zwei Großfahrzeuge (LF 16/12 und LF 20 KatS) sowie zwei Kleinfahrzeuge (KdoW und Reserve-KdoW). Das LF 20 KatS hat das Baujahr 2012 und mit einem Neupreis von ca. 350.000 € speziell für den Katastrophenschutz angeschafft worden.
| Funkrufkennung | Ortsfeuerwehr | Fahrzeuge                                                            |
| -------------- | ------------- | -------------------------------------------------------------------- |
| 15             | Hehlingen     | LF 20KatS, LF 16/12, KdoW                                            |
| 23             | Nordsteimke   | TSF-W, KdoW                                                          |
| 24             | Reislingen    | TSF-W, KdoW, Reserve-GTLF 6000, Reserve-KdoW der Feuerwehr Wolfsburg |
| 25             | Neuhaus       | TSF-W, KdoW                                                          |
| 26             | Almke         | HLF 20/16, KdoW                                                      |

### Löschzug West
Die Stützpunktfeuerwehr Ehmen bildet zusammen mit den Ortsfeuerwehren aus Sülfeld und Mörse den Löschzug West. Das Einsatzgebiet umfasst die Ortsteile Ehmen, Mörse und Sülfeld sowie das Hohnstedter Holz und die Bundesautobahn 39.
Außerdem bildet dieser Löschzug die Fachgruppe Dekontamination Personen.
| Funkrufkennung | Ortsfeuerwehr | Fahrzeuge |
| -------------- | ------------- | --- |
| 13             | Ehmen         | KdoW, HLF 20/16, TLF 3000, WLF mit Abrollbehälter Hygiene, GW-L1, Nachrichtenkraftwagen der Feuerwehrbereitschaft |
| 19             | Sülfeld       | ELW 1, LF 10/6, Caddy der Stadtjugendfeuerwehr                                                                    |
| 29             | Mörse         | LF 20 KatS Bund, KdoW                                                                                             |

### Ortsfeuerwehr Stadtmitte
Im Jahr 2016 wurde mit der Ortsfeuerwehr Stadtmitte die 20. Ortsfeuerwehr in Wolfsburg gegründet. Ihre Fahrzeuge tragen die Funkrufkennung 30. Als Fahrzeuge standen anfangs ein KdoW und ein LF 16/12 zur Verfügung. Die Ortsfeuerwehr Stadtmitte ist die fünfte Ortsfeuerwehr als Feuerwehrstützpunkt im Stadtgebiet.
Das Einsatzgebiet umfasst die gesamte Kernstadt. Bei Einsätzen ist sie in der Regel dem Löschzug der Berufsfeuerwehr zugeordnet. Sollte die Berufsfeuerwehr längere Zeit in einem der Ortsteile in einen Einsatz eingebunden sein, so besetzt die OF Stadtmitte zusammen mit der DLK aus Fallersleben oder Vorsfelde die Wache der Berufsfeuerwehr.

#### Ausrüstung
Die Ausrüstung der Ortsfeuerwehr Stadtmitte umfasst zurzeit einen KdoW (30/10-1), ein HLF 20 (30/48-1) und ein TLF 3000 mit Staffelkabine (30/26-1).

## Feuerwehrbereitschaft
Die Wolfsburger Feuerwehrbereitschaft besteht seit dem Jahr 2005 aus den Fachzügen für Technische Hilfeleistung, Wassertransport (10.000 Liter), Wasserförderung 16er-Klasse, Einsatzverpflegung, und einer Führungsgruppe. Die gesamte Feuerwehrbereitschaft umfasst 27 Einsatzfahrzeuge, ein Kraftrad sowie eine Feldküche und hat eine Personalstärke von 150 Einsatzkräften.
| Fachzug                    | Fahrzeuge |
| -------------------------- | --- |
| Führungsgruppe             | ELW 1, NKW, Krad, FwA-TEL, GW-L1 Ehmen                                                                                      |
| Einsatzversorgung          | GW-Versorgung, Feldkochanhänger                                                                                             |
| Wassertransport            | KdoW Nordsteimke, TLF 3000 Staffel Stadtmitte, TLF 6000 Reislingen, TLF 3000 Ehmen, TLF 3000 Heiligendorf, GW-L1 Vorsfelde  |
| Wasserförderung            | ELW 1 Sülfeld, LF 20 KatS Hehlingen, LF 20 KatS Mörse, GW-L2 Heiligendorf                                                   |
| Technische Hilfeleistung 1 | KdoW Warmenau, HLF 20/16 Almke, LF 8/6 mit Rettungssatz Kästorf, GW-L1 mit FwA Fallersleben                                 |
| Technische Hilfeleistung 2 | KdoW Hattorf, HLF 20/16 Reserve (Wendschott/Neuhaus), LF 16/12 Reserve (Velstove/Brackstedt), GW-L2 BF (Neindorf/Barnstorf) |

## Fachverband Gefahrgut
Die Freiwillige Feuerwehr Wolfsburg bildet seit dem Jahr 2013 einen Fachverband für Gefahrguteinsätze. Dieser besteht aus den Fachzügen ABC-Einsatz, Dekontamination und Messen/Warnen. Aufgabe ist die Abarbeitung von Einsätzen mit Gefahrstoffen in Zusammenarbeit mit der Berufsfeuerwehr.
| Fachzug         | Fahrzeuge                                                                         |
| --------------- | --------------------------------------------------------------------------------- |
| Dekontamination | Ehmen: KdoW, WLF mit AB-Hygiene, TLF 3000 Mörse: LF 20 KatS Bund Sülfeld: LF 10/6 |
| ABC-Einsatz     | Heiligendorf: GW-L, KdoW Fallersleben: GW-L Vorsfelde: GW-L,                      |
| Messen/Warnen   | Hattorf: KdoW Barnstorf: KdoW Velstove: KdoW Neuhaus: KdoW                        |

## Fachgruppen
Bereits seit dem Jahr 2013 gibt es eine Fachgruppe Logistik, welche von den Ortsfeuerwehren Ehmen, Hehlingen und Wendschott gebildet wird. Aufgabe ist unter anderem, die Sonderfahrzeuge der Berufsfeuerwehr bei einer Wachbesetzung zu besetzen. Außerdem wird sie für allgemeine Logistikaufgaben im Einsatz eingesetzt.
Seit 2020 gibt es außerdem die Fachgruppe Hygiene, welche im Wechsel durch die Ortsfeuerwehren Mörse, Ehmen und Sülfeld besetzt wird. Diese ist Teil des Hygienekonzeptes der Feuerwehr Wolfsburg und kann durch den Einsatzleiter angefordert werden. Technisch ist die Fachgruppe mit einem Gerätewagen Logistik und einem Wechselladerfahrzeug mit Abrollbehälter Hygiene ausgestattet, welche im Feuerwehrhaus Ehmen untergestellt sind.

## Ausbildung
Auf Stadtebene sind derzeit etwa 25 Feuerwehrleute der Freiwilligen Feuerwehren als Stadtausbilder tätig. Angeboten werden die Lehrgänge Erste Hilfe, Truppmann I und II, Sprechfunker, Atemschutzgeräteträger, Maschinisten, Drehleiter-Maschinisten und ein Kettensägenlehrgang mit jeweils ein bis zwei Terminen jährlich. Seit dem Jahr 2014 wird auch der Umgang mit dem Gerätesatz Absturzsicherung ausgebildet. Außerdem werden im Auftrag des Landes Niedersachsen die Lehrgänge ABC-Einsatz Teil 1 und Teil 2 mit jährlich jeweils einem Termin ausgebildet.